# Aubad
Das Aubad ist ein 50.000 m² großer künstlicher See in den Donauauen zwischen dem rechten Donauufer und der Kleinen Tulln, der durch Materialentnahme entstanden ist. Die maximale Wassertiefe beträgt ca. 6 Meter, die mittlere Wassertiefe ca. 3–4 Meter. Er wird als Badesee genutzt und hat eine bewachsene Insel inmitten eines 30 ha großen Erholungsgebietes (Aubad bzw. Badesee) an der Donaulände von Tulln an der Donau (Niederösterreich).

## Badebereich
Der Badesee ist mit einer 45-m-Wasserrutsche und einer 18 m-Wasserbreitrutsche ausgestattet, 2020 wurden beide Rutschen getauscht. Es gibt auch mehrere Spielplätze und einen Erlebnisspielbach. Ein Teil des Ufers besteht aus einem Sandstrand. Zugänglich ist das Aubad ganzjährig, wobei nur in der Badesaison (Mai bis September) tagsüber Eintritt kassiert wird. Das Gelände umfasst 15 ha Wald, 10 ha Liegewiesen und bietet Möglichkeiten zu Freizeitbeschäftigungen wie Schwimmen, Fußball, Volleyball sowie Grillplätze. Das Angeln und Fischen im Aubadsee ist seit 2018 verboten.
Im Jahr 2008 wurde das 30-jährige Aubad-Jubiläum gefeiert, welches zugleich der Auftakt zur Aktion „Sauberhafte Feste 2008“ der niederösterreichischen Abfallverbände war.

## Sportveranstaltungen
Das Aubad ist Austragungsort diverser Sportveranstaltungen wie des Tulln Triathlons, Tullner Gladiator und der Aquacup-Schwimmbewerbe.

## Wasserqualität
Die Österreichische Agentur für Gesundheit und Ernährungssicherheit (AGES) überprüft das Tullner Aubad regelmäßig, wie jedes andere Badegewässer in Österreich, auf mögliche mikrobielle Verunreinigungen. Während es im Jahr 2010 zu einer Herabstufung der Wasserqualität auf „gute Badegewässerqualität“ wegen Verunreinigungen unsicherer Quelle gekommen ist, wurde das Wasser vor 2010 und auch danach mit der Bestnote im Rahmen der EU-Richtlinie 2006/7/EG (Badegewässerrichtlinie) bewertet.
Im Juni 2020 bewertete die AGES das Aubad Tulln erneut mit der Bestnote „Ausgezeichnete Badewasserqualität“. Das Nährstoffniveau ist hoch.
Vor 2018 kamen gehäuft Probleme mit Zerkarien vor, welche jedoch durch umfangreiche Maßnahmen seitens des Betreibers, der Stadtgemeinde Tulln, erfolgreich eingedämmt wurden.